# 纳韦讷
纳韦讷（法語：Navenne，法語發音：[navɛn]）是法国上索恩省的一个市镇，属于沃苏勒区。

## 地理
纳韦讷（47°36'26"N, 6°9'54"E）面积3.91 平方千米，位于法国勃艮第-弗朗什-孔泰大區上索恩省，该省份为法国东部内陆省份，北起顺时针与孚日省、贝尔福地区省、杜省、汝拉省、科多尔省和上马恩省接壤。
与纳韦讷接壤的市镇（或旧市镇、城区）包括：沃苏勒、拉德米、埃什诺拉梅利讷、坎塞。

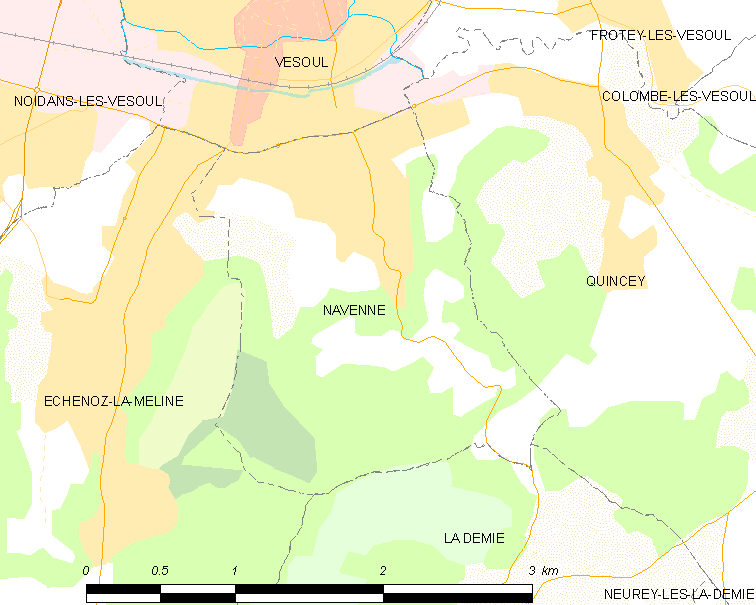
纳韦讷的OSM定位图

纳韦讷的时区为UTC+01:00、UTC+02:00（夏令时）。

## 行政
纳韦讷的邮政编码为70000，INSEE市镇编码为70378。

## 政治
纳韦讷所属的省级选区为沃苏勒第二县。

## 人口

1962-2008年间纳韦讷人口变化图示

纳韦讷于2022年1月1日时的人口数量为1591人。